# Brunkronad novis
Brunkronad novis (Nonnula ruficapilla) är en fågel i familjen trögfåglar inom ordningen hackspettartade fåglar.

## Utseende och läte
Brunkronad novis är en rätt liten och kompakt fågel i grått och orange. Tydligare färger och grå kind skiljer den från liknande arter i sitt utbredningsområde. Sången består av en jämn serie stigande visslingar.

## Utbredning och systematik
Brunkronad novis delas in i fyra underarter med följande utbredning:
- Nonnula ruficapilla rufipectus – förekommer i nordöstra Peru (norr om Amazonfloden)
- Nonnula ruficapilla ruficapilla – förekommer i östra Peru och västra Brasilien söder om Amazonfloden
- Nonnula ruficapilla nattereri – förekommer i södra Amazonbäckenet (Mato Grosso, norra Bolivia och norra Brasilien i västra Pará)
- Nonnula ruficapilla inundata – förekommer i östra Brasilien (östra Pará) på vänstra stranden av Rio Tocantins

## Levnadssätt
Brunkronad novis hittas i tät ungskog, framför allt i stånd med bambu. Den födosöker trögt och rätt tystlåtet på låg till medelhög nivå, vanligen enstaka eller i par. Fågeln ses i ibland i kringvandrande artblandade flockar, framför allt när de följer svärmande vandringsmyror på jakt efter insekter som skräms upp i svärmens framfart.

## Status och hot
Arten har ett stort utbredningsområde, men tros minska i antal, dock inte tillräckligt kraftigt för att den ska betraktas som hotad. Internationella naturvårdsunionen IUCN listar arten som livskraftig (LC).